# 660 (tal)
660 är det naturliga heltal som följer 659 och följs av 661.

## Matematiska egenskaper
- 660 är ett jämnt tal.
- 660 är ett sammansatt tal.
- 660 är ett praktiskt tal.
- 660 är ett ymnigt tal.
- 660 är ett mycket ymnigt tal
- 660 är ett semiperfekt tal.
- 660 är ett Polygontal.

## Inom vetenskapen
- 660 Crescentia, en asteroid.